# Municipio de Peninsula
El municipio de Peninsula (en inglés: Peninsula Township) es un municipio ubicado en el condado de Grand Traverse en el estado estadounidense de Míchigan. En el año 2010 tenía una población de 5433 habitantes y una densidad poblacional de 65,74 personas por km².

## Geografía
El municipio de Península se encuentra ubicado en las coordenadas 44°53′25″N 85°31′21″O / 44.89028, -85.52250. Según la Oficina del Censo de los Estados Unidos, el municipio tiene una superficie total de 82.65 km², de la cual 72.24 km² corresponden a tierra firme y (12.59%) 10.41 km² es agua.

## Demografía
Según el censo de 2010, había 5433 personas residiendo en el municipio de Península. La densidad de población era de 65,74 hab./km². De los 5433 habitantes, el municipio de Península estaba compuesto por el 96.65% blancos, el 0.06% eran afroamericanos, el 0.44% eran amerindios, el 0.9% eran asiáticos, el 0.02% eran isleños del Pacífico, el 1.21% eran de otras razas y el 0.72% pertenecían a dos o más razas. Del total de la población el 2.3% eran hispanos o latinos de cualquier raza.